# Aquesta nit o mai
Aquesta nit o mai és una pel·lícula espanyola de comèdia d'embolics del 1992 dirigida per Ventura Pons, basada en l'obra de teatre l'obra de teatre 20x20, de Joan Barbero i inspirada en El somni d'una nit d'estiu de William Shakespeare. Ha estat doblada al català. Fou ben acollida per la crítica que la va considerar una comèdia sense pretensions amb una enreda ben tramada, bons diàlegs i vestuari, i uns actors creïbles.

## Sinopsi
En una revetlla de Sant Joan una mà invisible i no pas innocent escull 14 persones a l'atzar per fer un viatge a través de Barcelona amb un exemplar del llibre El somni d'una nit d'estiu que conté al seu interior dos cobdiciats diamants i que aniran passant-se de mà en mà en un joc d'amor, passió i gelosia. Els diversos personatges són Marga, un directora de cinema alcohòlica i miop, el seu amant Nacho, un antropòleg impotent que trafica amb diamants, la perruquera Baba i el seu xicot Lluís, un gigoló transformista; l'Agustina, vídua propietària d'una barreteria i la seva filla Maria, aspirant a santa plena d'estigmes; el cabaret del senyor Oliveros on hi treballa el Johny; i els estudiants de biologia, l'ecologista Cristina, el "pijo" Xavier, el poca-vergonya Pere i la Carme.

## Repartiment
- Marta Fernández Muro - Marga
- Ángel Burgos - Nacho
- Lloll Bertran - Baba
- Camilo Rodríguez - Lluís
- Amparo Moreno - Agustina
- José María Cañete - Sr. Oliveros
- Mingo Ràfols - Johnny
- Mònica López - Cristina
- Maria Lanau - Carme
- Santi Ricart - Pere
- Marc Martínez - Xavier

## Premis
Als XI Premis de Cinematografia de la Generalitat de Catalunya Ventura Pons va rebre el premi al millor director i la Mònica López a la millor actriu secundària.